# Kassamedewerker

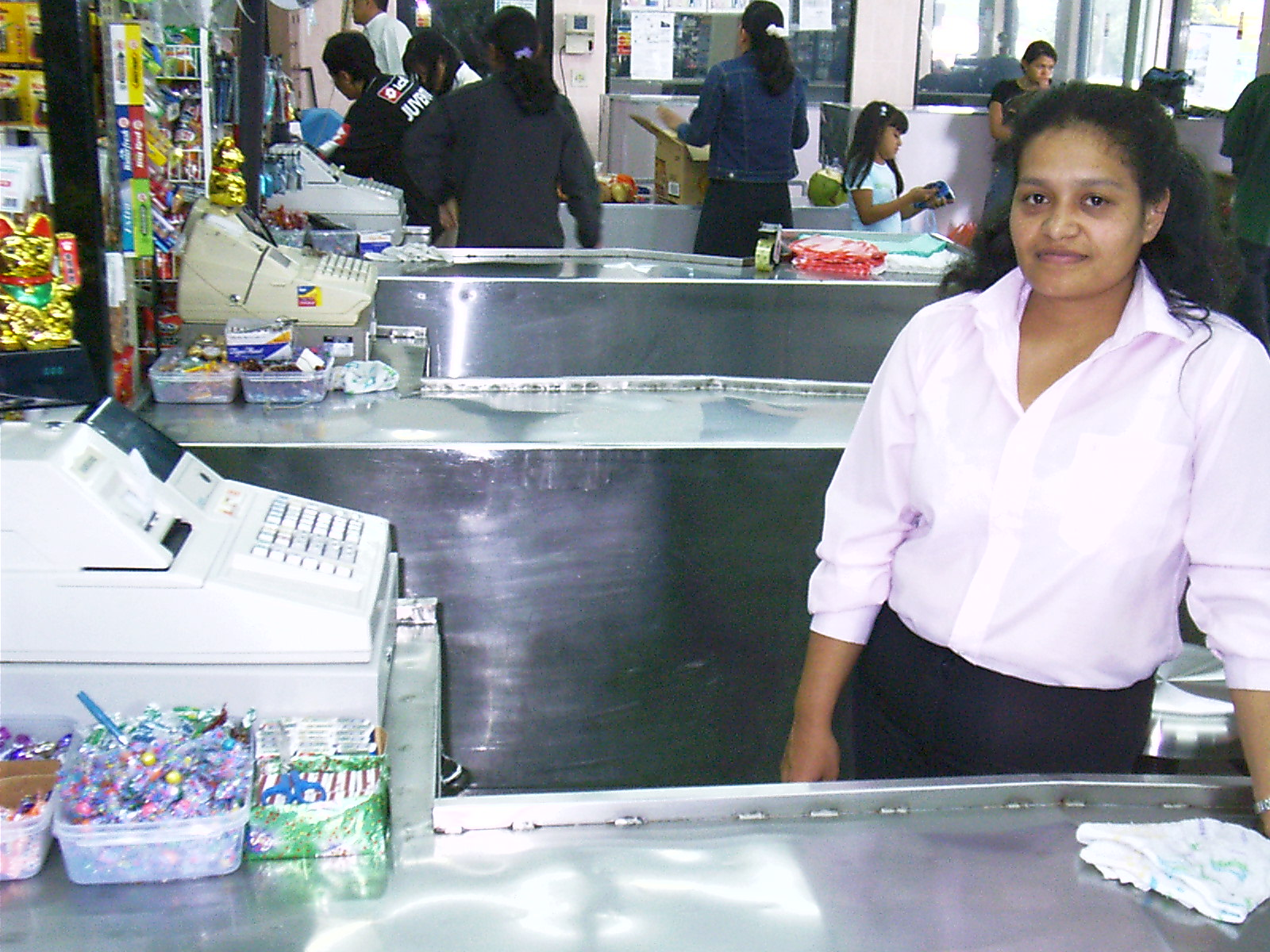
Caissière

Een kassamedewerker, kassabediende of kassier, in geval van een vrouw ook caissière, kassière of in het Vlaams een kassierster, is iemand die in een winkel de kassa bedient. Deze verschillende woorden voor dezelfde functie zijn van het Franse woord caisse voor kassa afgeleid. Het is alleen voor grote winkels rendabel aparte kassamedewerkers aan te stellen, zoals in bouw- en supermarkten, in kleinere winkels kunnen de verschillende medewerkers de functie zelf kunnen vervullen. 
Het werk van kassamedewerker is geliefd als bijbaan door scholieren, maar in vrijwel elke winkel zijn ook volwassen kassamedewerkers aanwezig. Doordat kassa's voorzien zijn van een barcodescanner en een automatische rekenmachine, bestaat het werk vooral uit het scannen van streepjescodes en het wisselen van de door de kassa berekende hoeveelheid geld. Voor het beroep van kassamedewerker is geen opleiding benodigd. Wel bestaan er bedrijven die een mbo werk- en denkniveau vereisen, om in het geval van problemen adequaat ingrijpen te garanderen.
Volgens de Nederlandse wet mogen personen jonger dan 16 jaar geen kassamedewerker zijn.